# Йосип Гласнович
Йосип Гласнович (хорв. Josip Glasnović, нар. 7 травня 1983, Загреб, Хорватія) — хорватський стрілець, олімпійський чемпіон 2016 року.

## Виступи на Олімпіадах
| Олімпіада           | Дисципліна | Місце |
| ------------------- | ---------- | ----- |
| Пекін 2008          | трап       | 5     |
| Ріо-де-Жанейро 2016 | трап       | 1     |
| Токіо 2020          | трап       | 22    |